# Arvid Trolle (1724–1797)
Arvid Trolle, född 1724 (döpt den 29 april), död den 6 maj 1797 på Klågerups slott, Hyby socken, Malmöhus län, var en svensk historiker och kammarherre. 
Han var ett i sin samtid känt original, kallat "Galna Trollen".

## Ungdom och akademiska studier
Arvid Trolle var tredje barn och äldste (samt ende överlevande) son till Fredrik Trolle på Trollenäs och dennes hustru Brita Ramel (1695–1732). Sonen fick en gedigen utbildning genom informatorer, bland andra teologen och blivande professorn Gustaf Ernst von Bildstein och historikern Johan Arckenholtz. Den senare medföljde Trolle när denne 1739 blev student vid Lunds universitet samt även under en längre resa till Frankrike under 1740-talet. Trolle besökte också London men dit var Arckenholtz av politiska skäl förhindrad att medfölja. Under denna resa utvecklade Trolle en förkärlek för teatern och skall senare ha beklagat att hans far och hans börd hindrade honom från att själv bli skådespelare.
I stället återvände Trolle till Lund. Att adliga studenter avlade examen var ovanligt. Det gjorde dock Trolle som blev docent i historia 1748 och adjunkt i samma ämne 1752. Hans egenhändigt författade dissertationer speglade hans utrikes resor i det att de behandlade Jeanne d'Arc, Elisabet I av England och Frans I av Frankrike. Trolle gifte sig med en professorsdotter, Liboria Harmens, dotter till medicinaren Gustaf Harmens.

## Förbigången av fadern
Sonens val av såväl karriär som ofrälse äktenskapsparter ogillades av fadern som också var generellt bekymrad över att sonen, för att citera Barfod, visade "någon oredighet i [...] tankekraft och någon besynnerlighet i [...] beteende". Som en följd av detta förbigicks Arvid Trolle då fadern gjorde fideikommiss av sina egendomar att fördela bland sina efterkommande. Medan hans tre systrar erhöll varsitt (Trolleholm, Trolleberg och Trolle-Ljungby) så gick det återstående godset, Trollenäs, direkt till Arvids äldste son Fredrik Trolle. Arvid Trolle själv fick nöja sig med sitt mödernearv Klågerup. Härutöver förvärvade han så småningom även sin svärfaders tidigare bostad i Lund, det så kallade Karl XII-huset på Stora Södergatan.

## Familjetragedin
Arvid Trolles äldste son Fredrik (född 1756) hade av sin farfar skickats bort från fadern, först till Stockholm och senare till studier i Uppsala. Efter att ha påbörjat en militär karriär återvände han på 1770-talet dock till Skåne och återsåg sina föräldrar för första gången på många år. Den 27 maj 1775 gästade han med sin mor, två av sina systrar och en moster, Margaretha Fredrika Harmens, familjen Stjernblad på Torup. Efter middagen gav sig alla släktingarna utom modern ut i en liten båt i sjön invid godset varvid den överlastade båten dock kantrade och alla fyra drunknade i bland annat moderns åsyn. Då Arvid Trolle kort efter anlände och fick veta vad som hänt barnen "förföll han uti all den förtviflan som kunde verkas af hans svaga sinnesförfattning; han ref sina kläder, och vältrade sitt grå hufvud uti stoftet" (Barfod).

## "Galna Trollen"
Som redan framgått hade bland annat fadern tidigt bekymrat sig för Trolle varit "mycket egendomlig och originell redan från ungdomen" (Strokirk). Dessa drag förvärrades med åren och gav honom öknamnet "Galna Trollen". Hans egenheter  har fått sin utförligaste skildring i den redan nämnde Barfods 1788 gjorda anteckningar om den skånska adeln:
Hvad sjelfva personen, angår, så är han en temligen stor och grof man, med snöhvitt hår, och var af lika utseende vid 40 års ålder, som nu, då han är öfver 60. Hans kläder äro af den gamla stilen, och, vid högtidliga tillfällen af den garderob, som han lät göra sig i Paris år 1746 [- - -]. Hans dagliga klädning hänger på kroppen så länge den hänger ihop, viljandes han ej låta göra sig någon ny, emedan den ej kan sys så väl som i Paris, hvarföre frun för någon tid sedan lät beställa en klädning i Malmö, föregifvandes att den kommit från Frankrike. [- - -] Men att se honom i hvardagslag är någonting förfärligt; ty man skulle snarare taga honom för en tiggare, i synnerhet då han är ockuperad med att tappa vin, då hela huset är i allarm, och herren sjelf halfnaken, hvarvid man får se en kropp, luden som en babian. [- - -]
I sitt penning-väsende är han alltför illa kommen; ty hans räknekonst sträcker sig ej längre än fingrarnes antal. [- - -] När han skall gifva ut penningar, sker det aldrig förr än klockan är slagen tolf, då han först med en knappnål undersöker hvarenda sedel, om den är dubbel, och sedan breder ut dem alla på ett bord, samt flere gånger öfverräknar dem på svenska, tyska och franska; fastän han vid detta hufvudbry ofta förlorar koncepterne. [- - -] För elden är han så rädd, att han vid förbifarten af Malmö bränneri ej vågar vända sig ditåt, af fruktan att håret skall antändas. Om sina sakers bevarande har han sådan vård, att han ej tål att någon lutar sig mot hans gårds-mur, samt ropar himmelshögt, om någon skulle råka stöta emot hans möbler. [- - -]
Trots dessa egenheter lyckades Trolle bli utnämnd till kammarherre och då Gustav III som kronprins 1766 besökte Lund och var nyfiken på att få träffa honom skall "Trollen" ha fört sig så väl att prinsen uttryckte sin förundran över vad som tillskrivits denne. Barfod menade därvid att Trolle utmärktes av "en blandning af förstånd och vanvett".

## Barn
Med sin hustru Liboria Harmens (1738–1795) hade Arvid Trolle totalt åtta barn:
1. Fredrik (1756–1775), drunknad
2. Brita Sofia (1758–1775), drunknad
3. Elisabet Augusta (1759–1775), drunknad
4. Viveka (1760–1825), gift med landshövding Göran Henrik Falkenberg
5. Margareta Fredrika (1762–1763)
6. Maria Gustava (1765–1806), gift med kammarherre Carl Gustaf von Schwerin
7. Arvid Trolle (1773–1828), gift med Henrietta Christina Gustava Charlotta Hamilton (släkten Hamilton)
8. Nils Trolle (1777–1827), upphöjd till friherre 1816; gift med Andreetta Christina Barchæus.